# Laura Bono
Laura Bono, pseudonimo di Laura Bonometti (Varese, 14 gennaio 1979), è una cantante italiana.
Nel 2005 ha vinto la competizione Giovani del Festival di Sanremo 2005 con la canzone Non credo nei miracoli.

## Biografia

### Gli esordi
Da bambina ha cominciato a scrivere testi e a dar loro una melodia, fino a quando è nata in lei l'esigenza di esibirsi dal vivo. Da quel momento ha eseguito i primi concerti nei pub della sua zona, insieme a gruppi diversi.
A quattordici anni ha formato, con alcuni amici, i Terzo grado, un gruppo di musica hip hop con il quale si esibiva nella provincia di Varese, Milano e anche in Svizzera. Con loro ha registrato due demotape intitolati Giorni di un futuro passato e Senti come fa. Nel 1996 il gruppo si è sciolto e la voglia di proporre i suoi brani l'ha spinta a partecipare a concorsi come cantante solista, iniziando così a calcare palchi di piazze, teatri e locali in varie città d'Italia. Ha inoltre partecipato ad alcuni programmi televisivi tra gli anni novanta e gli anni duemila, come Momenti di gloria, programma musicale di Canale 5 condotto da Mike Bongiorno, Sanremo Village all'Arena del Mare di Salerno, Sanremo Rock & Trends nel 2001, dove si è classificata al secondo posto alle spalle dei Malcondita con il brano Cinture di pelle.
Oltre alla passione per la musica, Laura si interessava di sport: all'età di 12-13 anni giocava a calcio conquistandosi il soprannome di Caniggia, ed è entrata nella squadra maschile di calcio di Arcisate. Si è dedicata anche allo studio delle arti marziali ed è diventata cintura marrone di karate.
Ha continuato a studiare nella scuola Musica Arte e Spettacolo di Alberto Tenzi a Varese dove è rimasta più di cinque anni.
Nel 2003 ha partecipato al concorso Fatti sentire, manifestazione che si tiene annualmente all'interno dell'evento I-Tim Tour, che l'ha portata poi ad esibirsi come finalista in Piazza Duomo a Milano con il brano La mia isola.
Nel 2005 ha partecipato alla 55ª Edizione del Festival di Sanremo con il brano Non credo nei miracoli, vincendo la categoria Giovani e piazzandosi alla quinta posizione nella classifica generale, secondo il regolamento della manifestazione che quell'anno vedeva i partecipanti divisi in più categorie, per poi eleggere il vincitore tra i migliori classificati tra le cinque sezioni, compresa quella dei Giovani.
Della canzone vincitrice, così come di tutte le composizioni contenute nell'album intitolato Laura Bono, la cantante ha curato sia la stesura delle musiche che dei testi insieme a Piero Cassano e Mario Natale.
In seguito alla canzone sanremese è stato pubblicato il singolo Tutto ha una spiegazione, che ha anticipato l'uscita del disco d'esordio della cantante, pubblicato per l'etichetta discografica EMI. La canzone presentava un'impronta più rock della precedente, così come tutte le canzoni contenute nell'album, pubblicato anche in Finlandia dove ha riscosso un grande successo, raggiungendo l'ottava posizione della classifica.
In Finlandia, infatti, Non credo nei miracoli si è piazzata tra le prime dieci posizioni dell'air play list finlandese. Grazie a questo successo, il brano Oggi ti amo è stato registrato in duetto con il cantante finlandese Tomi Metsäketo.
Nell'agosto del 2005 ha partecipato alla cerimonia d'apertura dei campionati mondiali di atletica leggera che si sono tenuti a Helsinki dal 4 al 12 agosto 2005, in rappresentanza dell'Italia. Nella stessa estate è stata sostenitrice dei concerti di Vasco Rossi nelle date del tour 2005 a Salerno (29 giugno), Ancona (2 luglio) e Firenze (5 luglio).
Durante la promozione dell'album in Finlandia ha partecipato inoltre a diverse trasmissioni televisive locali e ha tenuto il suo primo concerto in terra straniera proprio a Helsinki, capitale della nazione, il 9 dicembre 2005. Il giorno seguente si è esibita in una performance acustica davanti al Presidente Finlandese Tarja Halonen.
Successivamente è stata impegnata nella registrazione dei propri brani in spagnolo per il mercato ispanico. Nel marzo del 2006 è avvenuta la pubblicazione dell'album, nella sua nuova versione, in Spagna, Messico, Colombia e America Latina. Sempre in quel periodo ha interpretato la canzone Il tuo mondo, inserita nella colonna sonora del film della Walt Disney Bambi 2 - Bambi e il Grande Principe della foresta, uscito nelle sale italiane nella primavera di quell'anno.
Sempre del 2006 ha partecipato al reality show italiano Music Farm, in onda su Rai 2 con la conduzione di Simona Ventura, arrivando in finale. Ha inoltre pubblicato la ristampa del suo primo album, aggiungendo tre inediti; Non è stata colpa mia, Invidia e Che bel vivere (brano con il quale si è presentata senza successo alle selezioni del Festival di Sanremo 2006), e due brani in spagnolo, No creo en los milagros (versione alternativa della nota Non credo nei miracoli) e Hoy yo te amo (Oggi ti amo). L'estate successiva è stata impegnata nella sua prima tournée italiana.
Il 22 giugno del 2007 ha pubblicato un nuovo singolo, Splendido incubo, in rotazione nelle radio già dall'inizio dello stesso mese, raggiungendo nella prima settimana l'11ª posizione nella classifica italiana dei singoli più venduti.

### Il secondo album,S'intitola così
Il 16 luglio 2008 ha duettato con il gruppo Diastema, realizzando la canzone Ogni istante. Il mese successivo ha terminato la registrazione del secondo album, S'intitola così, uscito il 10 settembre solo in Finlandia per la divisione locale della EMI.
Nell'anno successivo è stata impegnata in un tour che l'ha portata nelle piazze italiane. Il 2 ottobre 2009 ha aderito all'invito di Claudio Baglioni, duettando con il brano Buona fortuna sul palco di "O'scià" a Lampedusa.

### Il terzo album,La mia discreta compagnia
Il 18 maggio 2010 è stato pubblicato il suo terzo album, che contiene fra l'altro il brano Tra noi l'immensità, utilizzato per una campagna pubblicitaria televisiva. In Italia l'album, intitolato La mia discreta compagnia, ha debuttato alla posizione 65 della classifica italiana degli album. Il secondo singolo estratto è Tutto qui, in rotazione radiofonica dall'11 settembre 2010.
Il 15 gennaio 2010 Laura Bono partecipa come voce narrante alla realizzazione di un cortometraggio sperimentale, intitolato Choice - Scelta d'amore, contro la violenza sulle donne. A maggio 2011 ha collaborato con Grido, nel suo primo album da solista Io Grido, nella traccia numero 3 dal titolo Sei come me.
Il 15 novembre 2013 esce il nuovo singolo dal titolo Fortissimo, un omaggio a una delle canzoni più famose di Rita Pavone, molto caro alla cantante.
Dal 2014 Laura Bono è testimonial ufficiale dell'associazione di volontariato dei City Angels.
Il 27 novembre 2015 esce il quarto album Segreto da cui esce l'omonimo singolo correlato dal video ufficiale che vede la partecipazione di Siria De Fazio, una concorrente del Grande Fratello.

### L'esperienza con Le Deva
Nel 2017 sostituisce Simonetta Spiri nel quartetto di L'amore merita e assieme a Greta Manuzi, Verdiana Zangaro e Roberta Pompa formano una nuova girl band, Le Deva. Il loro primo album “4” è uscito il 20 ottobre 2017.

### Altro
A marzo del 2022 torna ad esibirsi come solista, prestando la voce al pezzo del cantautore Andrea Crimi, Ci vediamo lunedì.

## Discografia

### Discografia solista

#### Album in studio
- 2005 – Laura Bono
- 2008 – S'intitola così
- 2010 – La mia discreta compagnia
- 2015 – Segreto

#### Singoli
- 2005 – Non credo nei miracoli
- 2005 – Tutto ha una spiegazione
- 2005 – Oggi ti amo
- 2007 – Splendido incubo
- 2008 – S'intitola così
- 2013 – Fortissimo
- 2014 – Un minuto dolcissimo
- 2015 – Segreto
- 2023 – A un passo

### Discografia con Le Deva

#### Album in studio
- 2017 – 4

#### Singoli
- 2017  - Un'altra idea
- 2017  - Semplicemente io e te
- 2018  - Grazie a te
- 2018  - L'estate tutto l'anno
- 2019  - Shangai
- 2019  - A.I.U.T.O.
- 2020  - Brillare da sola
- 2022 - GiuraGiuda